# Species Muscorum Frondosorum, Supplementum Primum
Species Muscorum Frondosorum, Supplementum Primum (abreviado Sp. Musc. Frond., Suppl. 1) es un libro con ilustraciones y descripciones botánicas que fue escrito por; Christian Friedrich Schwägrichen y publicado en el año 1816 en Leipzig (Alemania); París (Francia), con el nombre de Species muscorum frondosorum descriptae et tabulis aeneis coloratis illustratae opus postumun. Supplementum primum / scriptum a Friderico Schwaegrichen med. et philos. doct., Botanices et Historiae Naturalis professore in Academia Lipsiensi, Societatt. [sic] Reg. Physic. Goettingens. membr., Reg. Monacens. harlemens., Phytographic. Moscuens., Botanic. Ratisb., Physiographic. Wetteraviens., Heildelbergens. Ienens. Oecon. Lips. sodal.; Sectio posterior tabulis aeneis coloratis LI. illustrata.